# Dieter Markhoff
Dieter Markhoff (* 16. Januar 1940 in Stettin) ist ein deutscher Politiker (CDU).

## Leben und Beruf
Markhoff besuchte die Grundschule in Pomellen, ließ sich an verschiedenen Fachschulen zum staatlich geprüften Landwirt ausbilden und wurde danach Diplomingenieur im Fernstudium an der Universität Rostock. Von 1962 bis 1967 war er Anbauberater, Brigadeleiter und Außenstellenleiter bei der Deutschen Saatgutgesellschaft an der Außenstelle Anklam, danach war er Mitarbeiter beim Landwirtschaftsrat in Anklam. Von 1968 an war er Ökonom, Leiter der Pflanzenproduktion und LPG-Leiter in mehreren Landwirtschaftsbetrieben im Kreis Anklam, daraufhin war er Mitarbeiter und Gruppenleiter für Investitionsvorbereitung beim Ingenieurbüro für Landwirtschaftsbau und Melioration in Neubrandenburg, Leiter einer eigenständigen Bauinvestitionsvorbereitungsgruppe im Kreis Pasewalk, Landwirtschaftlicher Unternehmensberater und nach der Wende Berater und Betreuer bei der Landgesellschaft Mecklenburg-Vorpommern.

## Politik
Markhoff war seit 1962 Mitglied der Ost-CDU, die schließlich in der West-CDU aufging. Nach der Wende war er stellvertretender Kreisvorsitzender seiner Partei im Kreisverband Ostvorpommern. Von 1992 bis 2002 war er Mitglied des Landtages Mecklenburg-Vorpommern.